# Кадолив
Кадолив (фр. Cadolive) је насељено место у Француској у региону Прованса-Алпи-Азурна обала, у департману Ушће Роне.
По подацима из 2011. године у општини је живело 2124 становника, а густина насељености је износила 508,13 становника/km².

## Демографија
| 1990. | 2011. |
| ----- | ----- |
| 1.626 | 2.124 |